# Nizowskaja (przystanek kolejowy)
Nizowskaja (ros. Низовская) – przystanek kolejowy w miejscowości Nizowskaja, w rejonie łużskim, w obwodzie leningradzkim, w Rosji. Położony jest na linii dawnej Kolei Warszawsko-Petersburskiej.